# Egelskopboorder
De egelskopboorder (Globia sparganii, voorheen geplaatst in geslachten Archanara en Capsula) is een nachtvlinder uit de familie Noctuidae, de uilen. De voorvleugellengte bedraagt tussen de 15 en 18 millimeter. De soort komt verspreid over Europa voor. Hij overwintert als ei.

## Waardplanten
De egelskopboorder heeft als waardplanten grote egelskop, lisdodde, mattenbies en gele lis. De rups leeft in de stengel van de plant, en verpopt daarin bij een tevoren gemaakt uitgang.

## Voorkomen in Nederland en België
De egelskopboorder is in Nederland een algemene en in België een zeldzame soort, die verspreid over het hele gebied kan worden gezien. De vlinder kent één generatie die vliegt van begin juli tot begin oktober.